# Унгуряну, Теодора
Теодора Унгуряну (рум. Teodora Ungureanu, р. 13 ноября 1960 года) — румынская гимнастка, призёр Олимпийских игр. В результате замужества носила также фамилию Чепой (рум. Cepoi).

## Биография
Родилась в 1960 году в Решице. С 6-летнего возраста занялась гимнастикой, выступала на большом количестве международных соревнований. В 1976 году на Олимпийских играх в Монреале стала обладательницей двух серебряных и одной бронзовой медалей. В 1978 году стала серебряной призёркой чемпионата мира.
По окончании спортивной карьеры вышла замуж за гимнаста Сорина Чепоя, и семейная пара начала выступать в передвижном цирке. Впоследствии они переехали во Францию, где восемь лет занимались тренерской деятельностью, а в 1993 году перебрались в США.
В 2001 году Теодора Унгуряну была включена в Международный зал славы гимнастики.